# Линия „Карлобаг-Огулин-Карловац-Вировитица“
Линията „Карлобаг-Огулин-Карловац-Вировитица“ е хипотетична граница между Сърбия и Хърватия, съответстваща на максималните претенции на крайните великосръбски националисти, като Войслав Шешел, по време на Югославските войни (1991-2001).